# Stegania xanthinaria
Stegania xanthinaria är en fjärilsart som beskrevs av Charles Oberthür 1923. Stegania xanthinaria ingår i släktet Stegania och familjen mätare. Inga underarter finns listade i Catalogue of Life.